# Korma
Korma je středověký nápoj keltského původu. Původně se připravoval tak, že do piva byl přidán med a kmín. V dnešní době je možné se s tímto nápojem setkat v tematických středověkých hospodách (tzv. krčmách). Tam bývá často míchán jako směs piva a medoviny, tento míchaný nápoj se též označuje jako Thórovo kladivo. V Česku vyrábí kormu například Pivovar Podlesí.